# Hafenstaatkontrolle
Die Hafenstaatkontrolle dient der übergeordneten Kontrolle von Schiffen, die in den Häfen der Unterzeichnerstaaten durchgeführt wird. Außer dem technischen Zustand der Schiffe wird auch die Einhaltung des Seearbeitsübereinkommens kontrolliert und der Bereich Ermüdung und Übermüdung von Seeleuten (Seafarer Fatigue) ebenfalls erfasst. Zur rechtssicheren Beschreibung festgestellter Mängel am Schiffszustand sowie bzgl. der Arbeits- und Lebensbedingungen an Bord wird eine „List of Paris MoU deficiency codes“ verwendet – eine Art „technischer Diagnose-Code“, der in seiner jeweils gültigen Fassung veröffentlicht wird. Die Arbeit der „Port State Control Officers“ mit der „List of Paris MoU deficiency codes“ gibt Aufschluss über die wirksame Einhaltung des 1993 veröffentlichten und 1998 in Kraft getretenen International Safety Management Codes zum Schiffszustand einerseits und auch bzgl. der Seediensttauglichkeit und damit zum Gesundheitszustand der Schiffsbesatzung andererseits, so dass im angestrebten Idealfall ein Unfall mit Personen-, Sach- und Umweltschaden insbesondere der Meeresumwelt verhindert werden kann: „Mission is to eliminate the operation of sub-standard ships through a harmonized system of port State control.“ Den Schwerpunkt der Tätigkeit eines „Port State Control Officers“ (PSCO) beschreibt Lloyd’s Register in 1998 so, dass ein PSCO sich davon überzeugen möchte dass: “the crew and the overall condition of the ship, including the engine room and accomodation and including hygienic conditions, meets generally accepted international rules and standards” und führt in diesem Zusammenhang aus, dass der ISM-Code “… could be called the International ‘Show Me’ Code.” Die Europäische Union veröffentlichte in 2009 eine "Richtlinie über die Hafenstaatkontrolle", um eine vereinheitlichte Vorgehensweise bei der Kontrolle der Wirksamkeit des ISM-Codes sicherzustellen.

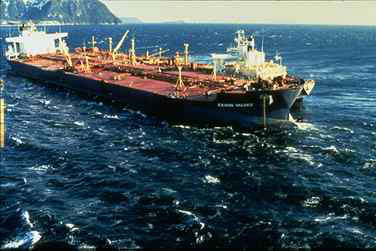
Die 1989 vor Alaska auf ein Riff aufgelaufene Exxon Valdez

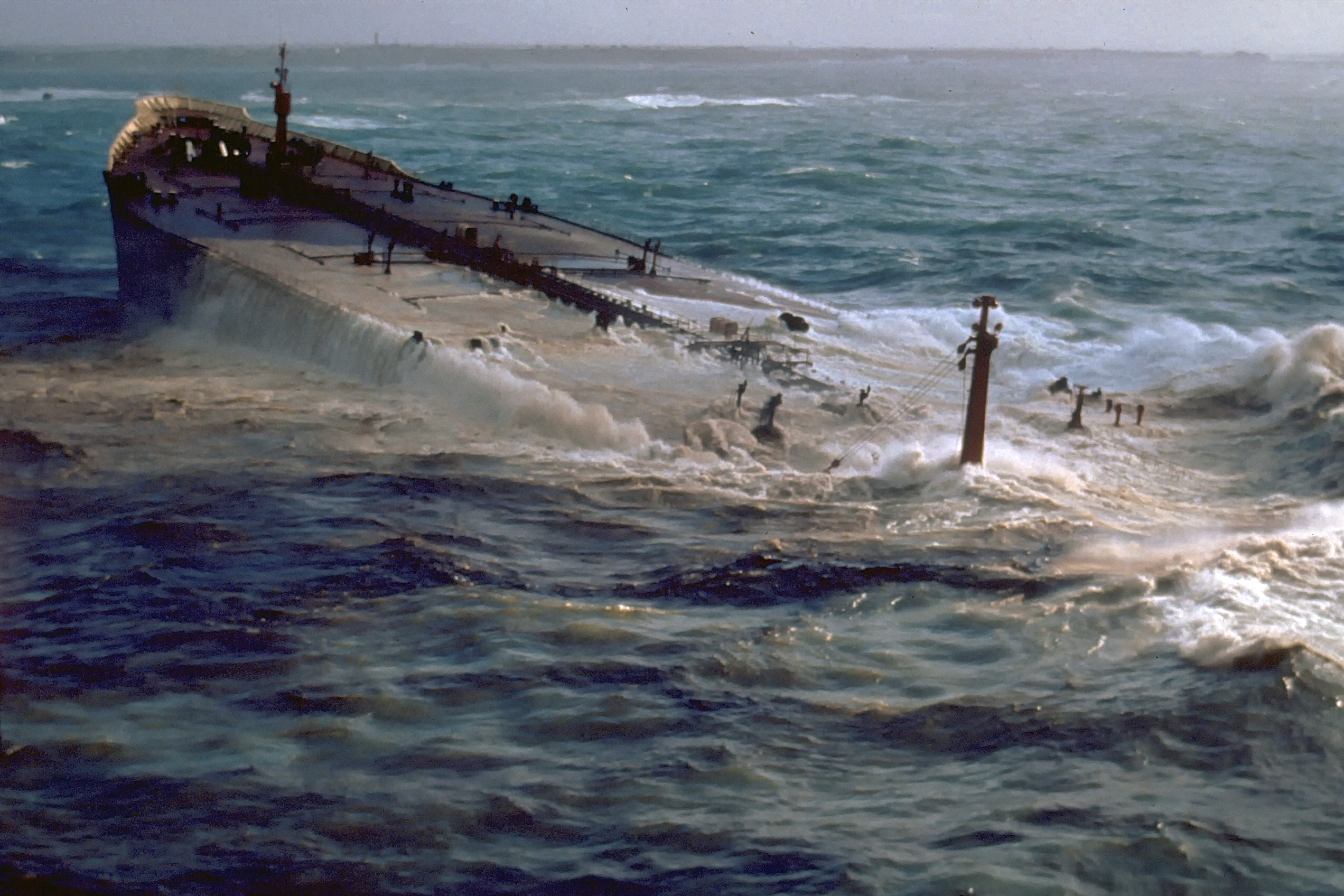
Die verunglückte Amoco Cadiz

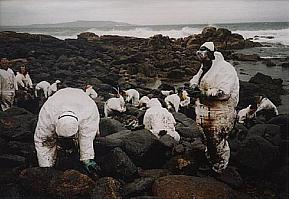
Freiwillige beim Säubern eines Strandabschnitts (Galicien, März 2003)

## Geschichte
Der nach ITF-Kriterien unter der Billigflagge Liberias fahrende Öltanker Amoco Cadiz der Amoco Transport Company lief 1978 vor der Bretagne auf Grund, zerbrach und rund 200.000 Tonnen Rohöl flossen ins Meer. So entstand die größte Ölkatastrophe Europas. Bei der Ursachenforschung ergaben sich erstaunliche Lücken in der Überwachung des technischen Zustandes der Schiffe und in der Suche nach dem Besitzer des Schiffes und den Verantwortlichen für den Schaden. Erst vier Jahre später wurde reagiert. Bereits 1976 hatte der Untergang des 10.000-Tonnen-Motortankers Böhlen mit ca. 2.000 Tonnen ausgetretenem Öl zu schwerwiegenden Folgen für die Umwelt und die Fischer an der französischen Küste geführt. Auf Frankreichs Initiative hin wurde nach dem Unglück der Amoco Cadiz in 1978 dann mit Unterstützung von 14 europäischen Staaten eine übergeordnete Einrichtung gegründet, um eine qualitative Einstufung der Flaggenstaaten und der Klassifikationen zu ermöglichen. In Paris wurde von diesen Staaten das „Memorandum of Understanding on Port State Control“ unterzeichnet, das allgemein als Paris MOU oder abgekürzt auch als „Port State Control“ bekannt wurde. Darin wurde u. a. festgeschrieben, dass die Staaten in ihren Häfen Handelsschiffe unter fremder Flagge ohne Voranmeldung zu kontrollieren haben. 2010 haben dieses Memorandum, allgemein auch als „Hafenstaatkontrolle“ bezeichnet, 27 Staaten unterschrieben. Mit dem Inkrafttreten des Seearbeitsübereinkommens im August 2013 wurden die Kontrollen um den Bereich Arbeits- und Lebensbedingungen an Bord erweitert.
Es werden jährliche Berichte erstellt, in denen die „schlechten“ mit Hafenverbot belegten Schiffe gelistet und auch die Flaggenstaaten und Klassifikationen beurteilt werden.
Die Hafenstaatkontrolle ist in neun regionale MOU-Gebiete unterteilt, deren Arbeitsgebiete sich teilweise überschneiden:
- US Coast Guard – Nur Vereinigte Staaten (als einzige rein nationale Organisation)
- Paris MOU – Staaten in Nord- und Mitteleuropa sowie Kanada und GUS
- Tokyo MOU – Staaten in Südostasien, Ozeanien sowie Chile, Kanada und GUS
- Latin America (Viña del Mar) MOU – Staaten in Lateinamerika
- Caribbean MOU – Staaten in der Karibik
- Mediterranean MOU – Staaten im östlichen Mittelmeer und Nordafrika
- Indian Ocean MOU – Staaten in Süd- und Ostafrika, am Persischen Golf, auf dem Indischen Subkontinent sowie Australien
- Abuja MOU – Staaten in Westafrika sowie Südafrika
- Black Sea MOU – Staaten am Schwarzen Meer sowie GUS
- Riyadh (GCC) MOU – Vereinigte Arabische Emirate, Saudi-Arabien, Bahrain, Oman, Qatar und Kuwait

## Hafenstaatkontrolle in Deutschland
Das definierte Ziel war es bis Ende 2010, jährlich mindestens 25 Prozent der Schiffe unter fremder Flagge, die deutsche Häfen anlaufen, unangemeldet zu kontrollieren.
Ab Beginn des Jahres 2011 gilt ein neues Besichtigungsregime, das mit einem risikobasierten Ansatz gut geführte und unauffällige Schiffe mit weniger Hafenstaatkontrollen belohnt und auffällige Schiffe häufiger und gründlicher kontrolliert.
Grundlage dafür bilden unter anderem Schiffsdaten und Ergebnisse von früheren Besichtigungen (Flagge, Alter und Typ des Schiffes, Flaggenstaat, Klassifikationsgesellschaft, Festhaltungen, Anzahl und Art der Mängel). Darin können auch die Ergebnisse früherer Hafenstaatkontrollen eingesehen werden ebenso alle Vorfälle und Meldungen, die das jeweilige Schiff betreffen. Die Besichtigungen werden in Deutschland seit 1982 von Kapitänen und Ingenieuren der Dienststelle Schiffssicherheit der Berufsgenossenschaft Verkehrswirtschaft Post-Logistik Telekommunikation (BG Verkehr, früher See-Berufsgenossenschaft) vorgenommen. Der gesetzliche Präventionsauftrag einer Berufsgenossenschaft in Deutschland erstreckt sich grundsätzlich auch auf die Crew der Kauffahrteischiffe unter deutscher Flagge und ihren wirksamen Schutz vor äußeren Einflüssen, so dass die "Port State Control Officers" bei der Aufdeckung von Mängeln und der Eliminierung von "Substandard-Operation of Ships" insgesamt eine große Verantwortung tragen bei der Kontrolle der Einhaltung sowohl technischer als auch rechtlicher Vorgaben.
Die Hafenstaatkontrolleure müssen vor ihrer Zulassung ein intensives Ausbildungsprogramm absolvieren.
Ein Extrembeispiel für die "Substandard-Operation of Ships" ist 2021 an der Ostseeküste im Lübecker Hafen aufgefallen. Der aus Irland nach Lübeck gekommene 169 Meter lange Massengutfrachter „Nikolaos GS“ ( IMO 9267170) wurde im Jahre 2021 in Lübeck für 20 Tage an die Kette gelegt : insgesamt 68 Mängel (darunter sicherheitsrelevante Mängel an Feuerschutztüren, Brandschutzklappen, Notausstiegen und Dämmungen im Maschinenraum, aber auch Mängel bei der Hygiene und der Sauberkeit der sanitären Einrichtungen, der Kombüse und der Proviantlast) sind bei einer Hafenstaatkontrolle aufgefallen, so dass auch die Wasserschutzpolizei und die Hafenbehörde informiert wurden und die Schiffsbesichtiger untersagten die Weiterfahrt des Schiffes so lange, bis die Mängel beseitigt waren. Der unter der Flagge der Marshallinseln fahrende und 2002 gebaute Frachter eines griechischen  Betreibers mit Charterer im schweizerischen Genf wies damit eine extreme Mängelliste auf und die „Nikolaos GS“ musste während des Zwangsstopps auf eigene Kosten an einen anderen Liegeplatz verholt werden. Die Europäische Agentur für die Sicherheit des Seeverkehrs (EMSA) führte in ihrer Datenbank von vorherigen Hafenstaatkontrollen in Spanien und in der Türkei nur 1 bis 3 Mängel. Doch „68 Mängel sind schon außergewöhnlich“, sagte Christian Bubenzer von der Dienststelle Schiffssicherheit der Berufsgenossenschaft BG Verkehr dem THB. „Bei Schiffen mit so vielen Mängeln ist eine Festhaltung die angemessene Sanktion“, so Bubenzer und als weitere Einordnung: „Dass eine Reederei 20 Tage braucht, um Mängel abzustellen, ist ungewöhnlich“. Beladen mit Weizen für Afrika darf das Schiff „Nikolaos GS“ mit Heimathafen Majuro nicht auslaufen und erst wenn Mängel beseitigt wurden kommt die BG Verkehr zur Nachkontrolle und kann das Auslaufen genehmigen.

## Einstufungen und Arrest
Mit Hilfe der Datenbank THETIS werden Einstufungen der Flaggenstaaten vorgenommen, die in Form von Listen veröffentlicht werden. So werden die Flaggen mit den wenigsten Beanstandungen in der Weißen Liste und die mit den meisten Beanstandungen und den höchsten Risiken in der Schwarzen Liste geführt. Außerdem werden in einer umfangreichen Tabelle alle Flaggenstaaten mit der Anzahl der untersuchten Schiffe, der Anzahl der Mängel und Zahl der arrestierten Schiffe des jeweiligen Flaggenstaates aufgeführt.
Sehr interessant sind auch die Ergebnisse bezüglich der Schiffstypen. Die 9543 Inspektionen auf den Stückgutfrachtern in den Jahren 2007, 2008 und 2009 führten dazu, dass im Mittel rund 7 % arrestiert wurden. Bei den Bulkern (3176 Inspektionen) wurden rund 5 %, bei den Containerschiffen (3551 Inspektionen) wurden rund 2,5 %, bei Tankern (1923 Inspektionen) und Passagierschiffen (968 Inspektionen) wurden jeweils 1,7 % der inspizierten Schiffe arrestiert.

## Verschärfung der Hafenstaatkontrolle
Die Unglücke der von der italienischen Klassifikationsgesellschaft RINA betreuten Erika (1999) und der Prestige (2002), verantwortliche Klassifikationsgesellschaft war das American Bureau of Shipping (ABS), im Atlantik vor der Nordwestküste Spaniens zeigte, dass die bisherige Ausstattung des Instrumentes Hafenstaatkontrolle nicht genügte. Daher wurde es verfeinert, um weitere Parameter und endlich auch um die Einstufung der Reedereien bzw. der Betreiber ergänzt. Außerdem wurde eine Motivation eingeführt, die sehr gut abschneidende Schiffe als „Qualitätsschiffe“ einstuft, die mindestens 24 Monate ohne weitere Hafenstaatkontrolle fahren.
Die als Risikoschiffe eingestuften Schiffe werden mindestens alle sechs Monate einer Hafenstaatkontrolle im Bereich des Paris MoU unterzogen.
Bei unerwarteten Vorfällen können die Schiffe natürlich zusätzlich kontrolliert werden und sollten auch “…by the master, crew member or any person or organization with a legitimate interest in the safe operation of the ship, shipboard living and working conditions or the prevention of pollution …” aktenkundig gemacht werden. In Deutschland werden die Überwachungsaufgaben durch die BG Verkehr wahrgenommen:  für Schiffe unter deutscher Flagge in der Funktion als „Flaggenstaatkontrolle“ und für Schiffe unter fremder Flagge in der Funktion als „Hafenstaatkontrolle“. Für den Flaggenstaat Deutschland ist die Situation so beschrieben: „Ob ein Schiff allen diesen Anforderungen auch gerecht wird, wird stichprobenartig im Rahmen der sog. Port State Control („Hafenstaatkontrolle“) durch die See-BG überprüft. Hier wird aber auch die Sicherheit des Schiffes unter dem Blickwinkel der Seetüchtigkeit untersucht.“
Der Umfang der Flaggenstaatkontrolle ist in Umsetzung des international gültigen Seearbeitsübereinkommens „MLC 2006“ in deutsches Recht seit 2013 im § 129 des deutschen Seearbeitsgesetz (SeeArbG) sehr detailliert geregelt. Die Fachgruppe Maritime Wirtschaft bleibt dabei im wohlverstandenen Interesse aller Seiten ebenfalls grundsätzlich immer informiert, damit die Beschäftigten nicht aus dem Blick geraten.
Durch die Port State Control Officers (PSCO’s) wurde in 2014 eine dreimonatige verschärfte Hafenstaatkontrolle als “Concentrated Inspection Campaign (CIC) on STCW Hours of Work and Rest” dokumentiert, weil Fatigue als wichtiger Faktor im Zusammenhang mit Unfällen bis hin zu Strandungen (“groundings”) bekannt ist. Nicht ausreichende Ruhezeiten als Grund für die Übermüdung von Seeleuten wirken sich aus auf die Sicherheit der Wache (Schifffahrt) und auf die Umwelt, wobei kleinere Schiffe mit einem Zweiwach-System besonders gefährdet sind. Von 1.268 untersuchten Wasserfahrzeugen mit einem Zweiwach-System wurden 13 Schiffe in 2014 festgehalten wegen Unstimmigkeiten mit den STCW-Anforderungen zu den Ruhezeiten der Seeleute, was ungefähr vergleichbar ist mit den Lenk- und Ruhezeiten der Fahrzeugführer für Landfahrzeuge und für Luftfahrzeuge und für Seeleute unter deutscher Flagge in der bundesdeutschen „See-ArbZNV“ per „Verordnung betreffend die Übersicht über die Arbeitsorganisation und die Arbeitszeitnachweise in der Seeschifffahrt“ geregelt wurde.